# 천안삼거리
천안삼거리(天安三―)는 충청남도 천안시 동남구의 지명으로, 과거에는 북쪽으로는 한성, 남쪽으로는 경상도인 대구·경주 방향과 서쪽으로는 충청도 및 전라도인 공주·논산·광주·목포 방향으로 가는 길이 나뉘는 삼남대로의 분기점으로 알려진 곳이다. 천안삼거리는 능수버들의 풍치가 매우 아름다웠다고 하며, 이에 얽힌 능소 설화와 민요가 전해지는 곳이다. 당대의 위치에 관해서는 천안삼거리초등학교 부근, 천안역에서 5리 떨어진 곳, 삼룡동 325-8등 다양한 설이 있으나, 정확히 고증된 곳은 없다. 다만 천안시에서는 1970년대에 동남구 충절로 410(삼룡동 306-1)에 천안삼거리공원을 조성하고 해마다 10월에 흥타령 축제를 열었다.

## 위치

#### 원삼거리(原三巨里)
조선 시대에 삼남 대로(三南大路)의 분기점이었던 삼거리다. 지금의 국도 1호선과 국도 21호선이 교차하는 사거리의 바로 위쪽이며, 이곳에 재현된 주막과 천안 삼거리 표석이 서 있다. 1918년 신작로가 생기면서 원삼거리(原三巨里)로 불리었다.

#### 신작로 개설이후 (천안삼거리초등학교,마틴 공원 부근)
1918년 목천가는 신작로 개설 이후의 천안삼거리로 천안삼거리초등학교 북편에 위치한다. 천안 삼거리는 6·25 전쟁 당시 치열한 교전이 벌어진 곳이기도 하다.  1950년 7월 8일 천안 전투중 이곳에서 전사한 미군 대령의 이름을 따 마틴 공원으로 부르고 있다. 현재는 산아래로 삼거리에서  박물관을 거쳐  원삼거리로 가던 길이 초등학교가 들어서면서 끊겼다.

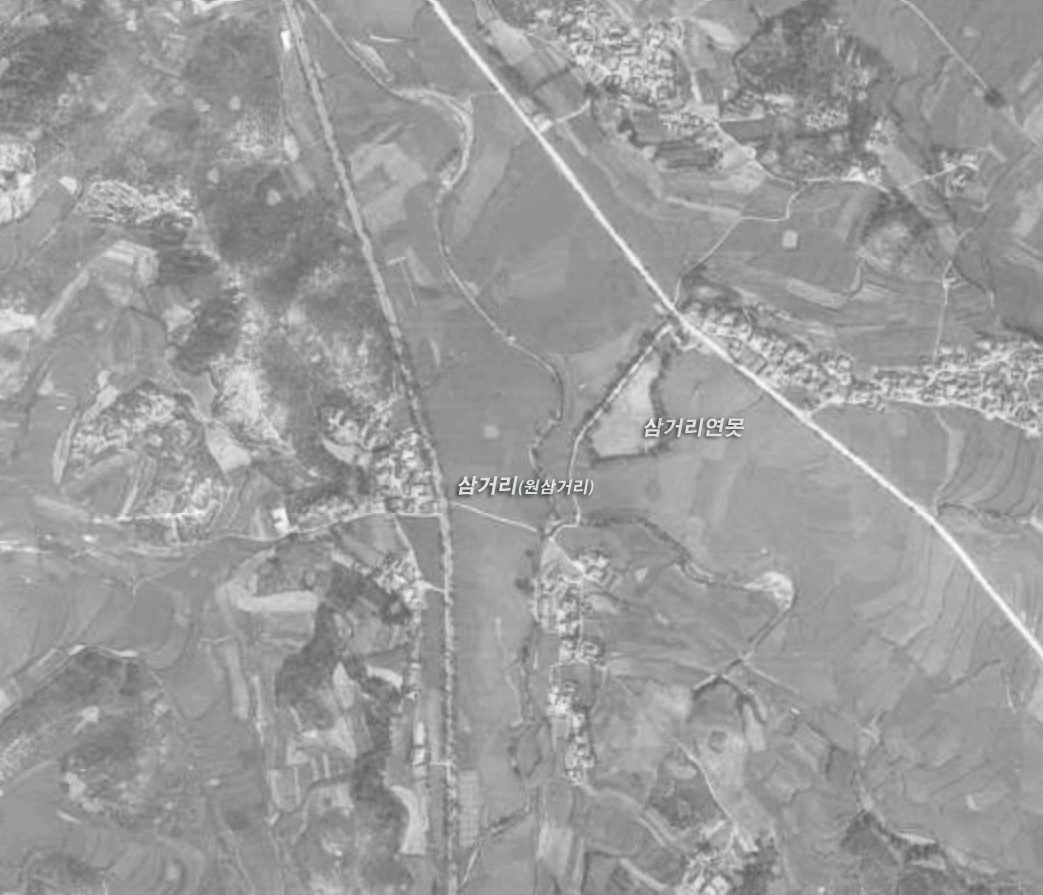
천안삼거리(원삼거리)의 위치 - 1966년 일제의 신작로가 생기기 전의 천안삼거리를 유추해 볼 수있다.

## 천안삼거리공원
1970년대부터 조성한 면적 20만 7,000m²의 공원에는 곳곳에 능수버들이 있고, 연못가에는 조선시대 화축관(華祝館)의 문루(門縷)로 추정되는 영남루(永南縷, 충청남도문화재자료 제12호)가 있다.그 밖에 삼룡동 삼층석탑(충청남도문화재자료 제11호), 독립투쟁의사광복회원기념비ㆍ천안노래비 등이 있다.

## 천안 삼거리 이야기와 민요

### 여러 장르로 재창작
천안 삼거리 이야기와 민요는 대중문화 등 여러 장르로 재창작되었다. 1933년 파인 김동환은 희곡 「능수버들」을 창작했고 삽입 가요로 「천안 삼거리 흥타령」을 넣었다. 1936년 김교성이 현대풍으로 편곡하여 가수 선우일선이 ‘능수버들’ 가요를 발표했다. 1949년과 1952년에는 소설 「천안 삼거리」가 출간되었으나 작자는 미상이다
.* 1964년  김기덕 감독이  능수전을 모티브로 천안삼거리 (영화)를 제작하였다.
- 1986년  향토 사학자 민병달(閔丙達)이 각색하여 「천안 삼거리 능소전」이란 장편 소설을 출간했고, 같은 해 마당극 「능소 이야기」가 무대에 올려졌다.
- .2003년  창작 현대 무용 「능소」 ,  무용가 정선혜(38·여)씨는 5일 오후 7시30분 천안 충남학생회관 문화예술과 대극장에서 '능소'를 소재로 한 창작 무용 `능소(綾紹)'를 공연했다.[8]
- 2010년 「삼거리 연가」라는 창작 뮤지컬이 천안시청 봉서홀에서 초연되었다.[9]

천안흥타령

천안삼거리 흥 능수버들은 흥
제 멋에 겨워서 휘 늘어졌구나
에루화 좋다 흥 성화로구나 흥
세상만사를 흥 생각을 하면은 흥
인생의 부영(富榮)이 꿈이로구나
에루화 좋다 흥 성화로구나 흥
밝그레한 저녁 노을 돋는 저 곳에 흥
넘어가는 낙일(落日)이 물에 비치네
에루화 좋다 흥 성화로구나 흥
은하작교(銀河鵲橋)가 흥 콱 무너졌으니 흥
건너갈 길이 막연이로구나
에루화 좋다 흥 성화로구나

## 같이 보기
- 천안 삼룡동 삼층석탑 - 충청남도의 문화재자료 제11호
- 천안 영남루 - 충청남도의 문화재자료 제12호
- 능수버들